# Grotte de Dargilan
Grotte de Dargilan nazývaná též Růžová jeskyně je jeskyně nalézající se ve francouzském departementu Lozère nedaleko od města Meyrueis.
Jeskyni objevil na podzim roku 1880 zdejší mladý pastýř při lovu lišek. Jeskyně byla zpřístupněna pro veřejnost již v roce 1890.
Jeskyně obsahuje velké množství klasických stalagmitů a stalaktitů a jednou z její nejvýznamnějších zajímavostí je stěna, dlouhá přes 200 m a vysoká až 18 m, celá pokrytá krápníkovými závěsy.
Jeskyně Dargilan je známa především pro svou barevnost způsobenou především oxidem železitým, který zbarvuje zdejší vápenec do mnoha odstínů růžové a později až hnědé barvy.

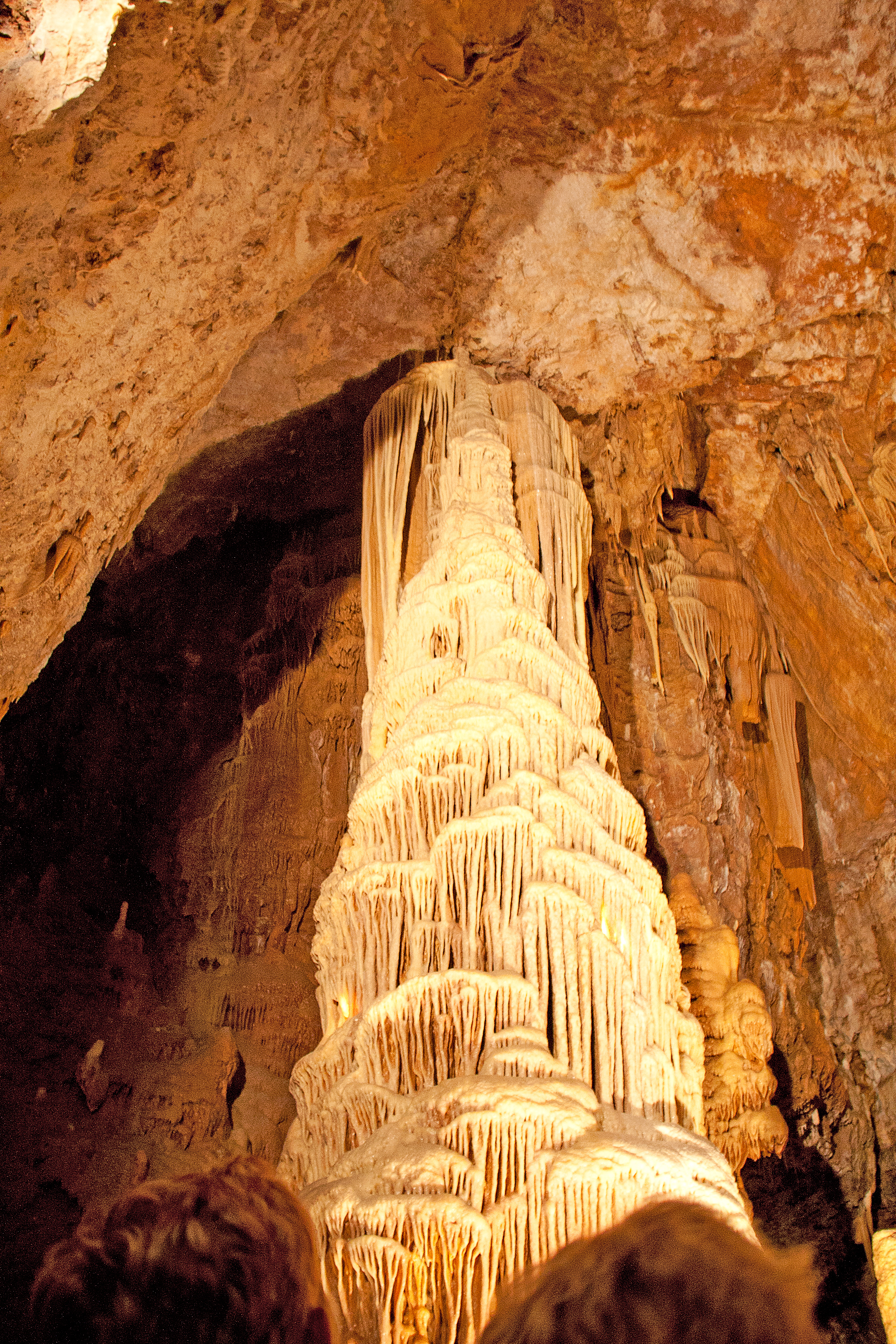
Stalagmity v jeskyni Dargilan
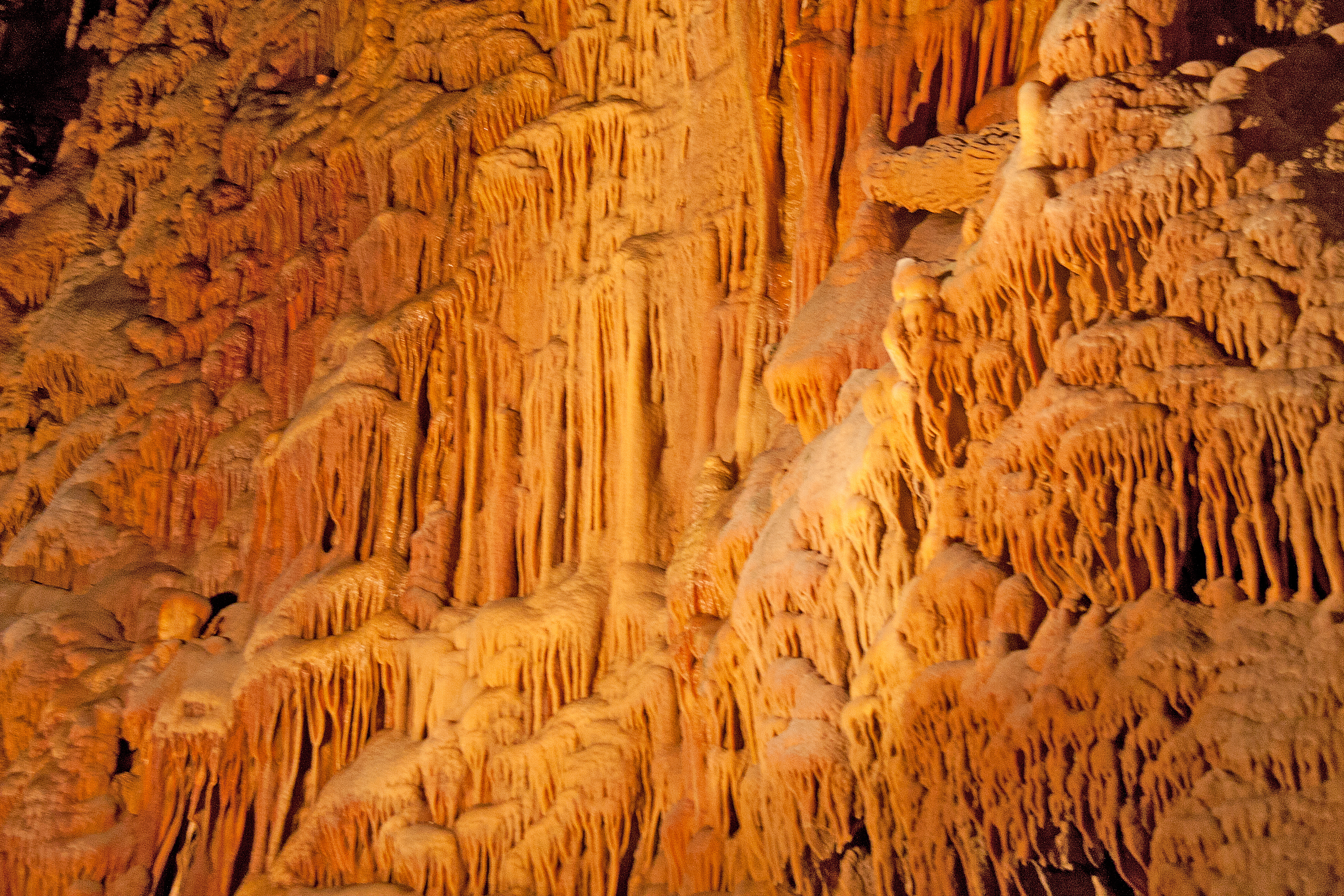
Krápníkové závěsy v jeskyni Dargilan
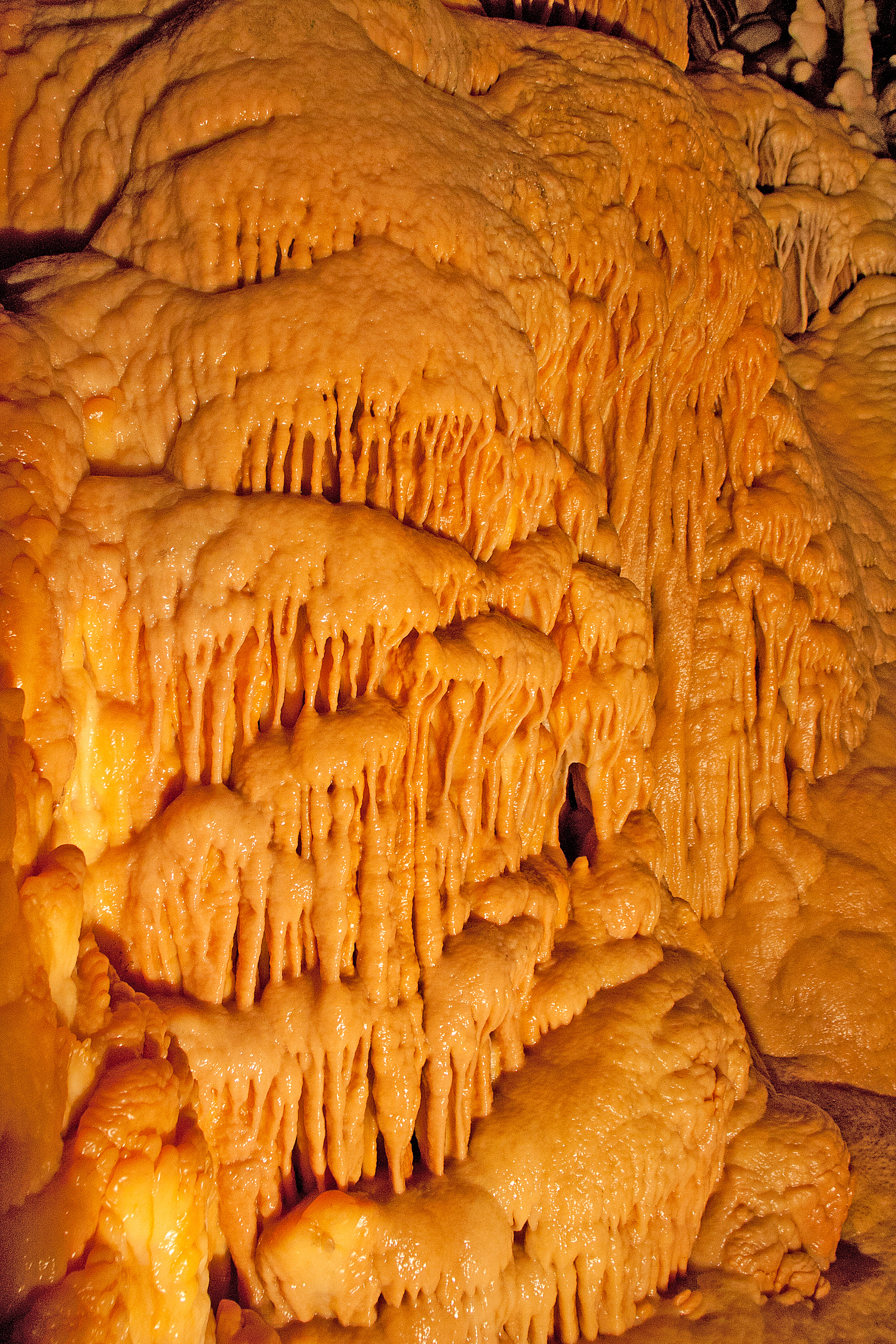
Krápníkové závěsy v jeskyni Dargilan
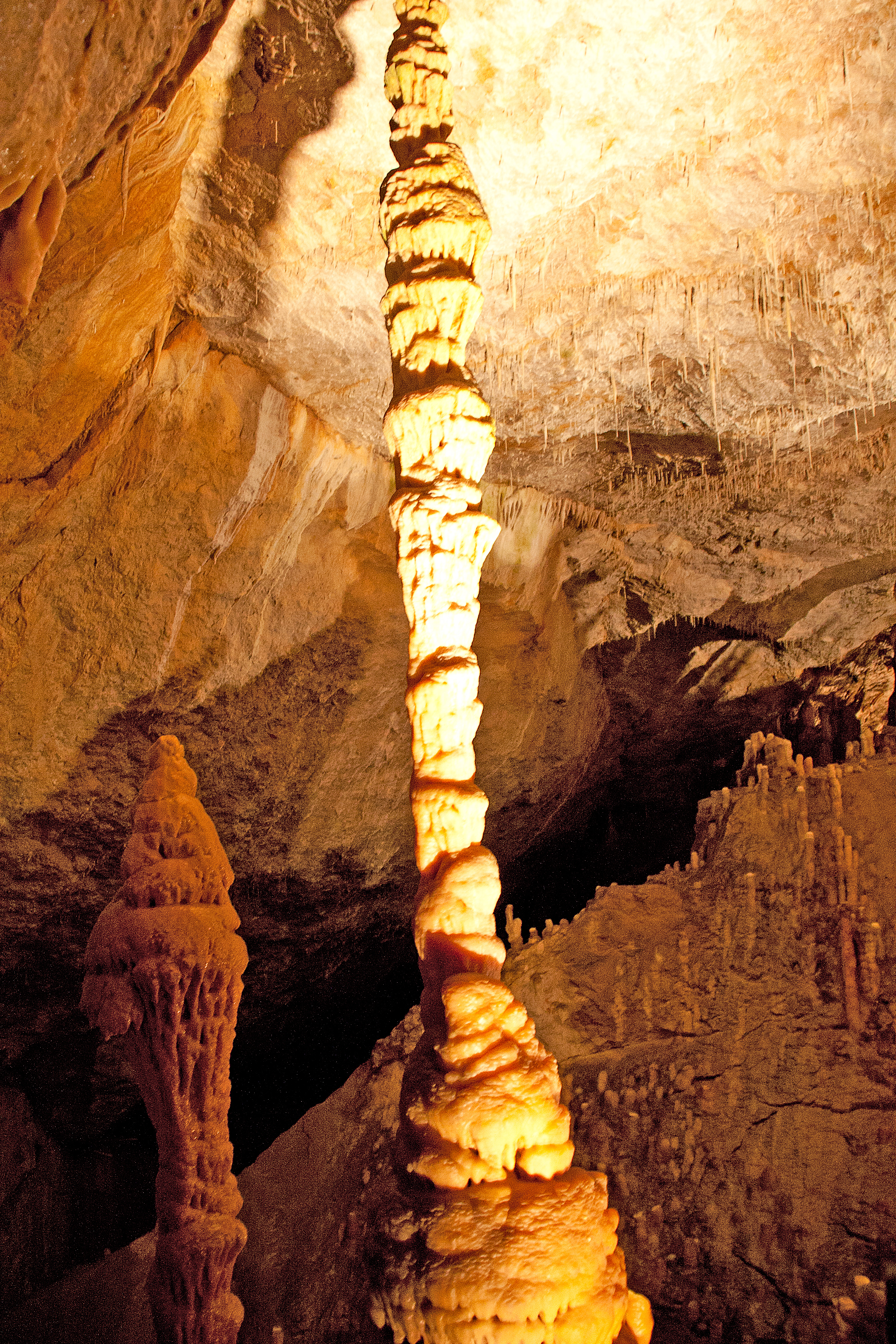
Stalagmity v jeskyni Dargilan